# Macbrane’s Storehouse

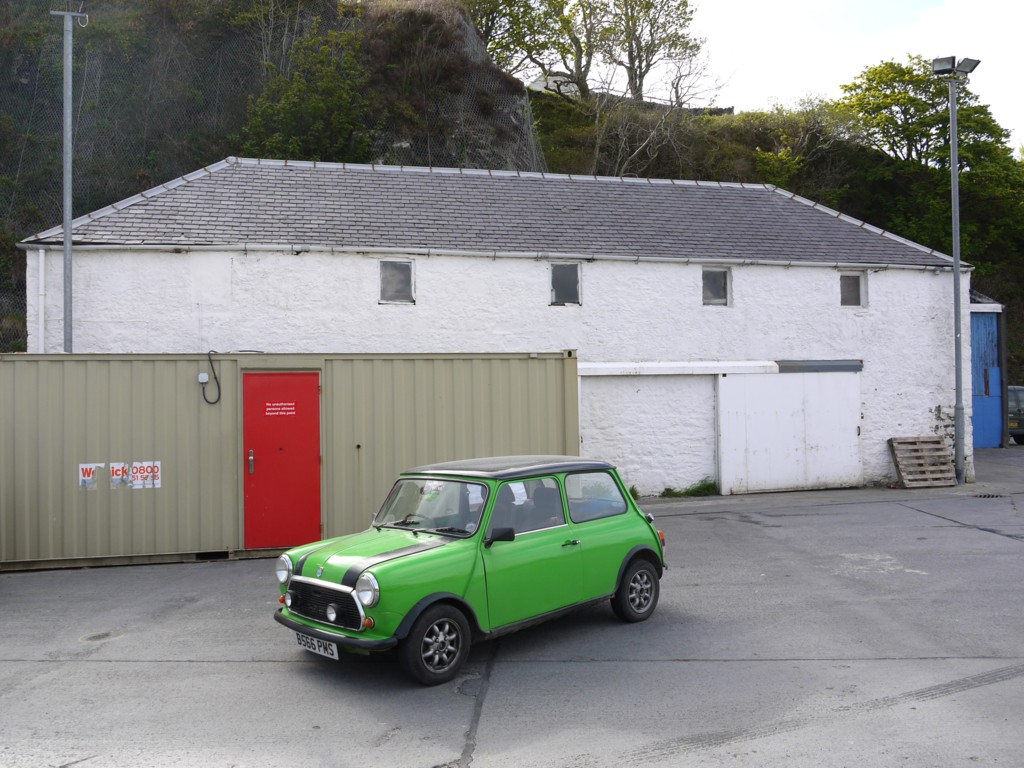
Macbrane’s Storehouse

Macbrane’s Storehouse ist ein Lagerhaus am Fährhafen von Port Askaig auf der schottischen Hebrideninsel Islay. Das Gebäude befindet sich direkt am Hafen am Endpunkt der A846 auf Islay und ist dem Schiffsanleger von Port Askaig gegenübergelegen. Macbrane’s Storehouse wurde zunächst 1971 als Teil eines Ensembles in die Kategorie B der schottischen Denkmallisten eingetragen. Im Jahre 2006 wurde dieses Denkmalensemble aufgelöst und es erfolgte eine Umkategorisierung zum Einzeldenkmal der Kategorie C.

## Beschreibung
Der exakte Bauzeitpunkt des Gebäudes ist nicht verzeichnet, sodass nur das frühere 19. Jahrhundert als Bauzeitraum angegeben werden kann. Architektonisch entspricht das Lagerhaus dem traditionellen schottischen Stil. Entlang der Vorderfront sind symmetrisch fünf kleine Fenster eingelassen, die sich nur knapp unterhalb der Dachlinie befinden. Ein großer, einfach gestalteter Eingangsbereich ermöglicht das Einlagern von Gütern. Die Fassaden des Gebäudes sind in der traditionellen Harling-Technik verputzt. Macbrane’s Storehouse schließt mit einem Walmdach ab.